# Elección presidencial de Alemania de 2022
La elección presidencial de Alemania de 2022 se llevó a cabo el 13 de febrero. 
Según la Constitución de Alemania, se llevan a cabo elecciones presidenciales a más tardar treinta días antes de que finalice el mandato del presidente en ejercicio, a menos que la presidencia quede vacante prematuramente. El consejo de ancianos del Bundestag programó la XVII Asamblea Federal para el 13 de febrero de 2022.
Debido a la pandemia de COVID-19 y al elevado número de delegados, la reunión tuvo lugar en la Paul-Löbe-Haus, distribuida en varios pisos, a diferencia de lo habitual en la sala de plenos del Bundestag.
El presidente en ejercicio Frank-Walter Steinmeier resultó reelecto para un segundo periodo.

## Composición de la Asamblea Federal
La Asamblea Federal está formada por todos los miembros del Bundestag (736 miembros) y un número igual de electores estatales, que se distribuyen en los dieciséis estados de Alemania en proporción a la población respectiva de los estados. Los electores estatales son elegidos por los parlamentos estatales.
|           |                        |                     |                   |        |  |
| Partido   | Miembros del Bundestag | Electores estatales | Electores totales | %      |  |
| SPD       | 206                    | 185                 | 391               | 26.56% |  |
| CDU       | 152                    | 199                 | 351               | 23.84% |  |
| Grüne     | 118                    | 115                 | 233               | 15.83% |  |
| FDP       | 92                     | 62                  | 154               | 10.46% |  |
| AfD       | 80                     | 72                  | 152               | 10.33% |  |
| CSU       | 45                     | 49                  | 94                | 6.39%  |  |
| Die Linke | 39                     | 32                  | 71                | 4.82%  |  |
| FW        | 0                      | 18                  | 18                | 1.22%  |  |
| SSW       | 1                      | 1                   | 2                 | 0.14%  |  |
| LKR       | 0                      | 1                   | 1                 | 0.07%  |  |
| Otros     | 3                      | 2                   | 5                 | 0.34%  |  |
| Total     | 736                    | 736                 | 1472              | 100%   |  |

1. ↑  Incluye a los BVB/FW

## Candidatos
Todos los miembros de la Asamblea Federal (miembros del Bundestag y electores estatales) pueden proponer candidatos a la presidencia. Se requiere que el candidato sea ciudadano alemán y que tenga al menos 40 años de edad. Cada candidato debe declarar su consentimiento para postularse. Los candidatos pueden ser propuestos antes de la reunión de la Asamblea Federal y (teóricamente) durante la Asamblea antes de cada votación. Si el presidente electo es miembro de un parlamento o de un gobierno a nivel federal o estatal, debe renunciar a ese cargo antes del inicio de su mandato. Un presidente en ejercicio no puede postularse para un tercer mandato consecutivo.

### Candidatos declarados
| Frank-Walter Steinmeier                |
| Presidente de Alemania (2017-presente) |
| Partido Socialdemócrata                |
| -------------------------------------- |

Steinmeier anunció su candidatura el 28 de mayo de 2021, recibiendo el apoyo de su partido, el SPD, el mismo día.
El 22 de diciembre de 2021, el líder del FDP, Christian Lindner, anunció oficialmente el apoyo de su partido a Steinmeier. El 4 de enero de 2022 Steinmeier recibió el apoyo de Alianza 90/Los Verdes y al día siguiente de la CDU/CSU. La Asociación de Votantes del Schleswig Meridional (SSW) anunció su respaldo a Steinmeier el 15 de enero. Con ello, los partidos que apoyan a Steinmeier cuentan con mayoría absoluta en la Asamblea Federal y por tanto la reelección del presidente es visto como algo casi seguro.
| Gerhard Trabert                                  |
| Médico                                           |
| Candidato independiente (nominado por Die Linke) |
| ------------------------------------------------ |

El 9 de enero de 2022, Die Linke anunció que nominaría al médico independiente Gerhard Trabert, que ya se había presentado como candidato directo en la circunscripción de Maguncia apoyado por el partido en las elecciones federales de 2021.
| Max Otte                  |
| Economista                |
| Alternativa para Alemania |
| ------------------------- |

El 24 de enero de 2022, a sugerencia del portavoz federal de AfD, Tino Chrupalla, la junta ejecutiva federal y los presidentes estatales de AfD nominaron al economista y presidente de la asociación conservadora de derecha "Werteunion" Max Otte, miembro de la CDU, como candidato oficial del partido. Cuatro miembros de la junta y dos de los 16 presidentes estatales, incluido el veterano portavoz federal Jörg Meuthen, se pronunciaron en contra de la candidatura de Otte, quien también fue miembro del consejo de administración de la Fundación Desiderius Erasmus, afiliada a AfD, hasta 2021. Meuthen describió la nominación de Otte como "estratégicamente incorrecta e imprudente" y advirtió sobre un "estallido en detrimento del partido". Por otro lado, la mayoría de los comités de AfD y representantes de la Werteunion se pronunciaron a favor de Otte como candidato. La nominación de Otte generó polémica dentro del grupo de simpatizantes de la Werteunion. El exjefe de la Oficina Federal para la Protección de la Constitución, Hans-Georg Maassen, renunció a la asociación debido a la candidatura de Otte.
Debido al "caso urgente y grave de comportamiento perjudicial para el partido", la CDU retiró a Otte todos sus derechos de membresía el mismo día y abrió un procedimiento de expulsión del partido.
| Stefanie Gebauer |
| Física           |
| Votantes Libres  |
| ---------------- |

El 3 de febrero de 2022, los Votantes Libres anunciaron que nominarían a la física Stefanie Gebauer como candidata presidencial. Gebauer también obtuvo el apoyo de los Movimientos Cívicos Unidos de Brandeburgo/Votantes Libres.

## Resultados
| Candidato    | Candidato               | Partido                                                  | Apoyo político                  | Primera vuelta | Primera vuelta |
| Candidato    | Candidato               | Partido                                                  | Apoyo político                  | Votos          | %              |
| ------------ | ----------------------- | -------------------------------------------------------- | ------------------------------- | -------------- | -------------- |
|              | Frank-Walter Steinmeier | Partido Socialdemócrata (SPD)                            | SPD, CDU/CSU, Verdes, FDP y SSW | 1,045          | 70.99          |
|              | Max Otte                | Unión Demócrata Cristiana (CDU, en proceso de expulsión) | AfD                             | 140            | 9.51           |
|              | Gerhard Trabert         | Independiente                                            | Die Linke                       | 96             | 6.52           |
|              | Stefanie Gebauer        | Votantes Libres (FW)                                     | FW y BVB/FW                     | 58             | 3.94           |
| Abstenciones | Abstenciones            | Abstenciones                                             | Abstenciones                    | 86             | 6.05           |
| Votos nulos  | Votos nulos             | Votos nulos                                              | Votos nulos                     | 12             | 0.82           |
| Total        | Total                   | Total                                                    | Total                           | 1,437          | 97.62          |
| Electores    | Electores               | Electores                                                | Electores                       | 1,472          | 100            |